# Гомес Санчес, Оскар
О́скар Го́мес Са́нчес (исп. Óscar Gómez Sánchez; 31 октября 1934, округ Чоррильос, по другим данным 1935, Лима, по третьим данным округ Виктория — 4 марта 2008, Лима) — перуанский футболист, нападающий.

## Карьера
Оскар Гомес Санчес начал карьеру в клубе «Сантьяго Барранко». В 1951 году он перешёл в клуб «Альянса Лима», куда попал благодаря старшему брату, выступавшему в этой команде. С 1952 года Оскар стал играть за основной состав команды. В том же году он выиграл свой первый титул чемпиона Перу, при этом футболист составил дуэт нападения вместе с Хуаном Эмилио Салинасом. Эти два игрока забили 33 из 57 мячей всей команды. В 1954 году форвард выиграл свой второй титул чемпиона страны. На турнире он забил 11 голов, став лучшим бомбардиром клуба. Годом позже был выигран и третий титул сильнейшей команды Перу. Всего за клуб Оскар сыграл 104 матча и забил 89 голов.
В 1953 году Гомес Санчес был вызван в состав национальной команды для участия на чемпионате Южной Америки. Проведя первую игру первенства на скамье запасных, Оскар во второй встрече против Эквадора вышел на поле и на 78 мину встречи забил единственный в матче гол. Также на этом турнире Гомес Санчес забил мяч в ворота Парагвая. В 1955 году он поехал на свой второй южноамериканский чемпионат. Эквадорцы завоевали на турнире бронзовые медали, а сам Оскар с 6 голами стал вторым бомбардиром первенства. Лучшим же матчем на турнире для нападающего стала встреча с Аргентиной (2:2), в которой он забил два гола. На чемпионате 1956 года Гомес Санчес забил один гол. В том же году форвард играл на Панамериканском чемпионате, где забил один гол в трёх матчах. В 1959 году Оскар сыграл на своём последнем первенстве Южной Америки, где забил один гол, поразив ворота Парагвая. Всего за национальную команду он провёл 26 матчей и забил 14 голов.
В 1959 году Гомес Санчес перешёл в аргентинский клуб «Ривер Плейт». 11 мая он дебютировал в составе команды в матче с «Росарио Сентраль» (2:1). 7 июня того же года Оскар забил первый мяч за клуб, поразив ворота «Велес Сарсфилд» (2:1). В следующем году он вместе с командой выиграл серебряные медали чемпионата страны. Последний матч за «Ривер» Гомес Санчес провёл 29 октября 1960 года против «Лануса» (1:1). А всего за клуб сыграл 42 встречи и забил 3 гола в чемпионате, а всего 71 встречу и 14 голов. На следующие год он перешёл в «Химнасию и Эсгриму», где дебютировал 16 апреля в матче с «Феррокарриль Оэсте» (7:1). 7 мая он забил за клуб первый гол, поразив ворота «Уракана» (3:0). Всего за «Химнасию» Гомес Санчес сыграл 71 матч и забил 13 голов. 3 ноября 1963 года он сыграл последнюю встречу в составе команды против «Ривер Плейт» (0:3). В конце того же года Оскар возвратился в Перу. Там он играл за клубы «Спортинг Кристал» и «Дефенсор Арика».
Гомес Санчес умер в 2008 году из-за онкологии. Он был кремирован, а прах помещён в частном доме в округе Чоррильос. Мама футболиста Хосе Паоло Герреро является двоюродной сестрой Оскара.

## Международная статистика
| Матчи Оскара Гомеса Санчеса за сборную Перу | Матчи Оскара Гомеса Санчеса за сборную Перу | Матчи Оскара Гомеса Санчеса за сборную Перу | Матчи Оскара Гомеса Санчеса за сборную Перу | Матчи Оскара Гомеса Санчеса за сборную Перу | Матчи Оскара Гомеса Санчеса за сборную Перу | Матчи Оскара Гомеса Санчеса за сборную Перу |
| ------------------------------------------- | ------------------------------------------- | ------------------------------------------- | ------------------------------------------- | ------------------------------------------- | ------------------------------------------- | ------------------------------------------- |
| №                                           | Дата                                        | Место проведения                            | Оппонент                                    | Счёт                                        | Голы                                        | Турнир                                      |
| 1                                           | 28 февраля 1953                             | Лима                                        | Эквадор                                     | 1:0                                         | 1                                           | Чемпионат Южной Америки                     |
| 2                                           | 4 марта 1953                                | Лима                                        | Чили                                        | 0:0                                         | —                                           | Чемпионат Южной Америки                     |
| 3                                           | 8 марта 1953                                | Лима                                        | Парагвай                                    | 2:2                                         | —                                           | Чемпионат Южной Америки                     |
| 4                                           | 17 сентября 1954                            | Сантьяго                                    | Чили                                        | 1:2                                         | 1                                           | Кубок Пасифико                              |
| 5                                           | 17 сентября 1954                            | Сантьяго                                    | Чили                                        | 4:2                                         | 2                                           | Кубок Пасифико                              |
| 6                                           | 6 марта 1955                                | Сантьяго                                    | Чили                                        | 4:5                                         | 1                                           | Чемпионат Южной Америки                     |
| 7                                           | 13 марта 1955                               | Сантьяго                                    | Эквадор                                     | 4:2                                         | 2                                           | Чемпионат Южной Америки                     |
| 8                                           | 16 марта 1955                               | Сантьяго                                    | Аргентина                                   | 2:2                                         | 2                                           | Чемпионат Южной Америки                     |
| 9                                           | 23 марта 1955                               | Сантьяго                                    | Парагвай                                    | 1:1                                         | —                                           | Чемпионат Южной Америки                     |
| 10                                          | 30 марта 1955                               | Сантьяго                                    | Уругвай                                     | 2:1                                         | 1                                           | Чемпионат Южной Америки                     |
| 11                                          | 22 января 1956                              | Монтевидео                                  | Аргентина                                   | 2:1                                         | —                                           | Чемпионат Южной Америки                     |
| 12                                          | 5 февраля 1956                              | Монтевидео                                  | Парагвай                                    | 1:1                                         | —                                           | Чемпионат Южной Америки                     |
| 13                                          | 9 февраля 1956                              | Монтевидео                                  | Чили                                        | 3:4                                         | 1                                           | Чемпионат Южной Америки                     |
| 14                                          | 28 февраля 1956                             | Мехико                                      | Аргентина                                   | 0:0                                         | —                                           | Панамериканский чемпионат                   |
| 15                                          | 4 марта 1956                                | Мехико                                      | Мексика                                     | 2:0                                         | 1                                           | Панамериканский чемпионат                   |
| 16                                          | 6 марта 1956                                | Мехико                                      | Бразилия                                    | 0:1                                         | —                                           | Панамериканский чемпионат                   |
| 17                                          | 15 марта 1956                               | Мехико                                      | Чили                                        | 2:2                                         | —                                           | Панамериканский чемпионат                   |
| 18                                          | 9 апреля 1957                               | Лима                                        | Аргентина                                   | 1:4                                         | —                                           | Товарищеский матч                           |
| 19                                          | 13 апреля 1957                              | Лима                                        | Бразилия                                    | 1:1                                         | —                                           | квалификация чемпионата мира                |
| 20                                          | 21 апреля 1957                              | Рио-де-Жанейро                              | Бразилия                                    | 0:1                                         | —                                           | квалификация чемпионата мира                |
| 21                                          | 10 марта 1959                               | Буэнос-Айрес                                | Бразилия                                    | 2:2                                         | —                                           | Чемпионат Южной Америки                     |
| 22                                          | 14 марта 1959                               | Буэнос-Айрес                                | Уругвай                                     | 5:3                                         | 1                                           | Чемпионат Южной Америки                     |
| 23                                          | 18 марта 1959                               | Буэнос-Айрес                                | Аргентина                                   | 1:3                                         | —                                           | Чемпионат Южной Америки                     |
| 24                                          | 21 марта 1959                               | Буэнос-Айрес                                | Чили                                        | 1:1                                         | —                                           | Чемпионат Южной Америки                     |
| 25                                          | 29 марта 1959                               | Буэнос-Айрес                                | Боливия                                     | 0:0                                         | —                                           | Чемпионат Южной Америки                     |
| 26                                          | 2 апреля 1959                               | Буэнос-Айрес                                | Парагвай                                    | 1:2                                         | 1                                           | Чемпионат Южной Америки                     |

## Достижения
- Чемпион Перу: 1952, 1954, 1955
- Обладатель Кубка Пасифико: 1954